# Тиуново
Тиуново — деревня в Гайнском районе Пермского края. Входит в состав Гайнского сельского поселения. Располагается юго-западнее районного центра, посёлка Гайны. Расстояние до районного центра составляет 14 км. По данным Всероссийской переписи населения 2010 года, в деревне проживало 22 человека (11 мужчин и 11 женщин).

## История
До Октябрьской революции населённый пункт Тиуново входил в состав Гаинской волости, а в 1927 году — в состав Даниловского сельсовета. По данным переписи населения 1926 года, в деревне насчитывалось 36 хозяйств, проживало 182 человека (89 мужчин и 93 женщины). Преобладающая национальность — русские. Действовала школа первой ступени.
По данным на 1 июля 1963 года, в деревне проживал 101 человек. Населённый пункт входил в состав Даниловского сельсовета.